# NGC 852
NGC 852 là một thiên hà xoắn ốc có thanh chắn nằm trong chòm sao Ba Giang, cách Ngân Hà 281 triệu năm ánh sáng và có đường kính khoảng 110.000 năm ánh sáng. NGC 852 được phát hiện vào ngày 27 tháng 10 năm 1834 bởi John Herschel.